# Укузоглу, Джо
Джозеф Укузоглу (англ. Joseph Ucuzoglu) или Джо Укузоглу (англ. Joe Ucuzoglu; род. 11 июля 1977, Лос-Анджелес, США) — американский предприниматель, бухгалтер и генеральный директор международной корпорации Deloitte с 1 января 2023 года.

## Биография
Укузоглу вырос в Лос-Анджелесе, Калифорния. Он окончил Университет Южной Калифорнии со степенью бакалавра наук в области бухгалтерского учёта.

### Карьера
Укузоглу присоединился к Deloitte в 1997 году. До назначения на должность глобального генерального директора Deloitte он занимал должность генерального директора Deloitte в США с 2019 по 2022 год.
Укузоглу регулярно выступает с докладами в бизнес-школах США, в том числе в Школа бизнеса Фукуа Университета Дьюка, Школе менеджмента Йельского университета, Школе бизнеса Дардена Университета Вирджинии, Школе бизнеса имени Маршалла Университета Южной Калифорнии, Колледж бизнеса Мендосы Университета Нотр-Дам.
Укузоглу часто выступает на ежегодном собрании Всемирного экономического форума, где он поднимал такие темы, как справедливость в отношении здоровья на рабочем месте. Он является постоянным гостем в серии подкастов Fortune's Leadership Next. Во время пандемии COVID-19 Укузоглу широко цитировали в отношении будущего гибридной работы и Великой отставки.

#### Директор Deloitte в США
С 2019 по 2022, перед вступлением на пост CEO корпорации, Джо находился в качестве директора Deloitte в США. Укузоглу также входил в совет директоров Торговой палаты США и исполнительного комитета Партнерства Нью-Йорка.
6 января 2021 года, после штурма Капитолия, как генеральный директор Deloitte в США подписал письмо о стремлении к защите демократии в США и осуждении всех, кто покусился на нее во время волюнтаристского штурма здания.

#### На посту генерального директора Deloitte
В конце 2022 года Укозуглу был утверждён в качестве генерального директора Deloitte, заменив Пунита Ренжена, на должность которого вступил с 1 января 2023 года.
Укузоглу привлек внимание средств массовой информации благодаря видеообращению 2023 года, в котором он сформулировал существенные преимущества интегрированной междисциплинарной модели Deloitte для её клиентов и специалистов, что совпало с разногласиями вокруг плана конкурента Ernst & Young по разделению на две организации.
Также в 2023 году Укузоглу обратился к преобразовательному потенциалу инструментов генеративного искусственного интеллекта, таких как ChatGPT, сославшись на их способность расширять человеческие возможности и заявив, что варианты их использования «фундаментально изменят профессию».
Под руководством Укузоглу компания Deloitte в 2023 году опубликовала отчет, в котором изложил потенциал зеленого водорода, возобновляемого источника энергии, который к 2050 году станет мировым рынком стоимостью 1,4 триллиона долларов. Укузоглу заявил, что исследование выявило убедительную возможность ускорить переход к зеленой энергетике, решая проблему декарбонизации, в некоторых из секторов мира с наиболее интенсивными выбросами и труднее всего бороться с ними.
Укузоглу является членом Круглого стола по бизнесу и возглавляет Совет советников Школы бизнеса имени Маршалла Университета Южной Калифорнии. 

## Личная жизнь
Укузоглу женат на Трейси Укузоглу, у него есть дочь Сара Укузоглу и сын Адам Укузоглу.